# 福卡尔凯雷
福卡尔凯雷（法語：Forcalqueiret，法語發音：[fɔʁkalkɛʁɛ]）是法国普罗旺斯-阿尔卑斯-蓝色海岸大区瓦尔省的一个市镇，属于布里尼奥勒区。

## 地理
福卡尔凯雷（43°20'11"N, 6°4'50"E）面积10.33 平方千米，位于法国普罗旺斯-阿尔卑斯-蓝色海岸大区瓦尔省，该省份为法国东南部沿海省份，北起上普罗旺斯阿尔卑斯省，西北角与沃克吕兹省接壤，西接罗讷河口省，南濒地中海，东临滨海阿尔卑斯省。
与福卡尔凯雷接壤的市镇（或旧市镇、城区）包括：布里尼奥勒、康普斯拉苏尔斯、加雷乌、罗克巴龙、伊索勒河畔圣阿娜斯塔西。

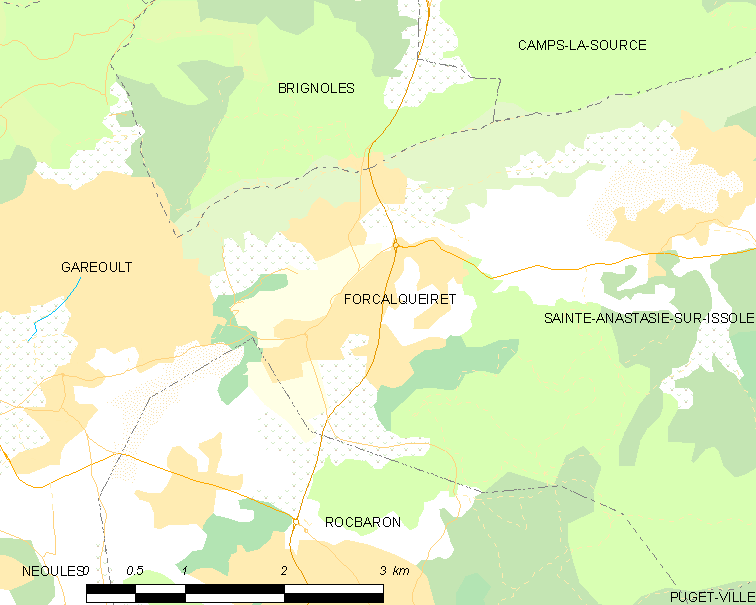
福卡尔凯雷的OSM定位图

福卡尔凯雷的时区为UTC+01:00、UTC+02:00（夏令时）。

## 行政
福卡尔凯雷的邮政编码为83136，INSEE市镇编码为83059。

## 政治
福卡尔凯雷所属的省级选区为加雷乌县。

## 人口

1962-2008年间福卡尔凯雷人口变化图示

福卡尔凯雷于2022年1月1日时的人口数量为3353人。